# Amblypodia manilana
Amblypodia manilana är en fjärilsart som beskrevs av Felcder 1862. Amblypodia manilana ingår i släktet Amblypodia och familjen juvelvingar. Inga underarter finns listade i Catalogue of Life.